# Spinariella mutica
Spinariella mutica är en stekelart som först beskrevs av Szepligeti 1902.  Spinariella mutica ingår i släktet Spinariella och familjen bracksteklar. Inga underarter finns listade i Catalogue of Life.